# Торе Сан Джорджо
То̀ре Сан Джо̀рджо (на италиански: Torre San Giorgio; на пиемонтски: Tor San Giors, Тор Сан Джорс) е село и община в Северна Италия, провинция Кунео, регион Пиемонт. Разположено е на 262 m надморска височина. Населението на общината е 730 души (към 2015 г.).